# Vereniging van Padie Producenten
De Vereniging van Padie Producenten (VPP) is een Surinaamse belangenorganisatie van rijstboeren; padie is het Surinaamse woord voor ongepelde rijst.
De vereniging werd in 1987 opgericht op initiatief van E. Mannes en A. Premchand. Rond 1999 was de vestigingsplaats Waterloo in het district Nickerie. Enkele personen die de vereniging hebben voorgezeten, zijn: R. Jairam (rond 1999) en sinds minimaal 2011 Bramdew Rampedarath (stand 2019).
De vereniging is opgericht met het doel de rijstbelangen in Suriname te behartigen door onder meer het overleg te voeren met betrokken instanties. De organisatie zet zich onder meer in voor compensatie door de overheid bij tegenvallende rijstprijzen.
De VPP was in 2016 kortstondig lid van de koepelorganisatie Federatie van Surinaamse Agrariërs. Naast deze vereniging bevinden zich in Suriname verder nog de Surinaamse Padie Boeren Associatie, de Bond van Surinaamse Padieproducenten en de Vereniging van Rijst Exporteurs.